# Ananassnijder
Een ananassnijder is een huishoudelijk gereedschap dat dient als hulpmiddel bij het schoonmaken van een ananas. 
Om de ananas schoon te maken moet eerst de bovenkant worden afgesneden. Vervolgens zet men de ananassnijder op de bovenkant, en draait deze als een kurkentrekker in het vruchtvlees. Hierdoor wordt een lange spiraal van ananasvlees afgesneden, die men, onder in de ananas aangekomen, uit de vrucht kan tillen. Het hart en de schil van de ananas blijven over. 

De ananasnijder
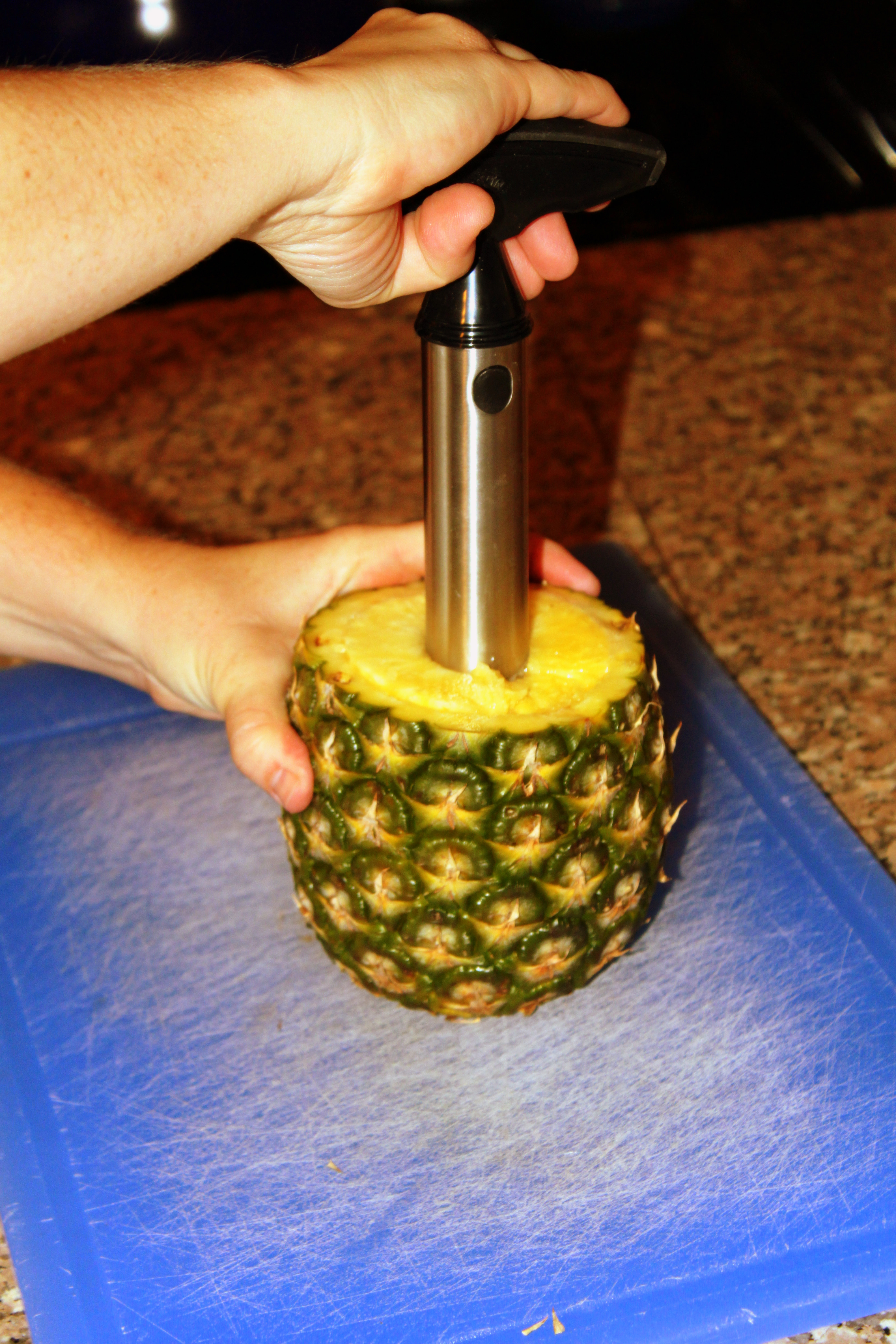
wordt van boven in de ananas gedraaid,
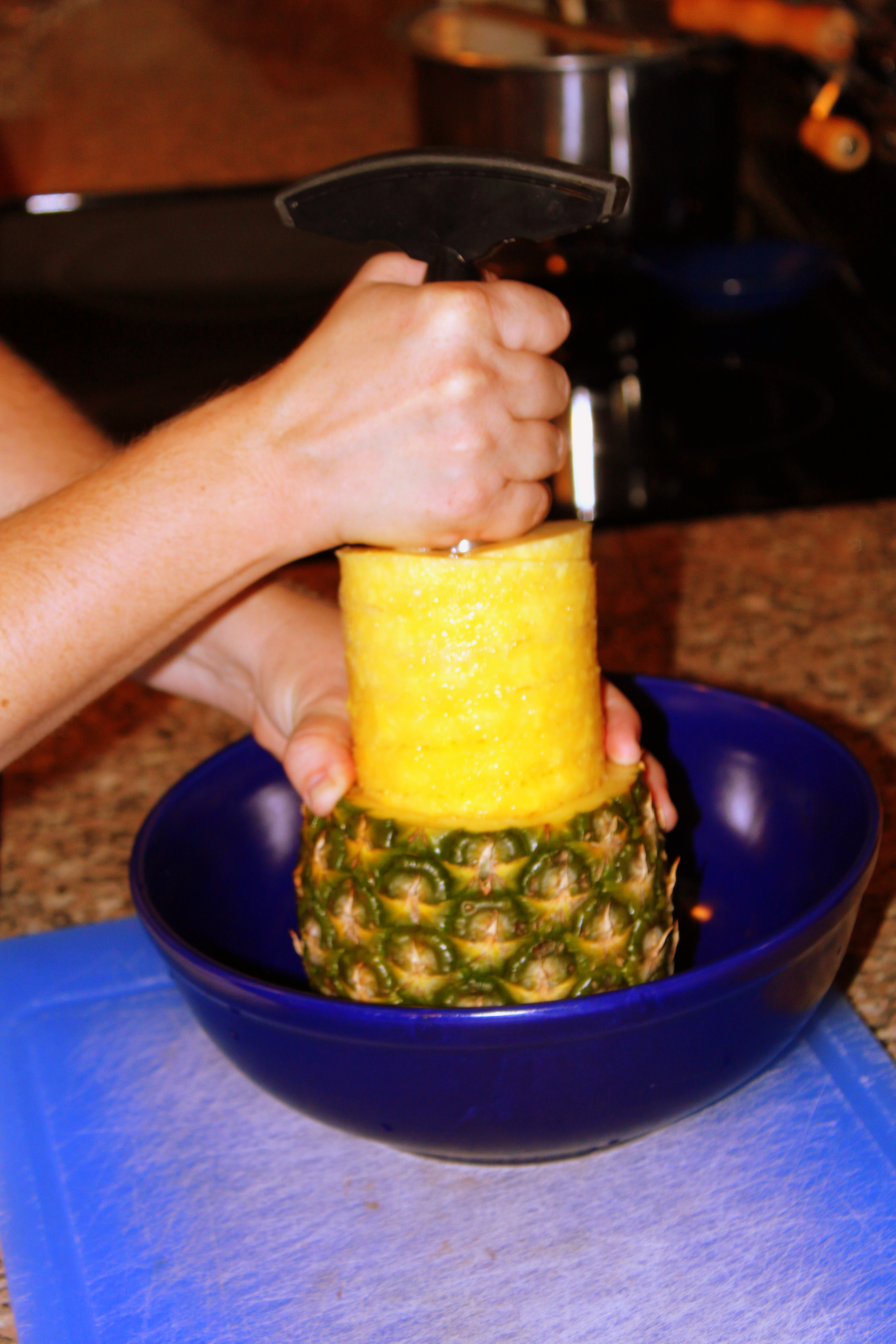
de spiraal van vruchtvlees wordt eruit getild
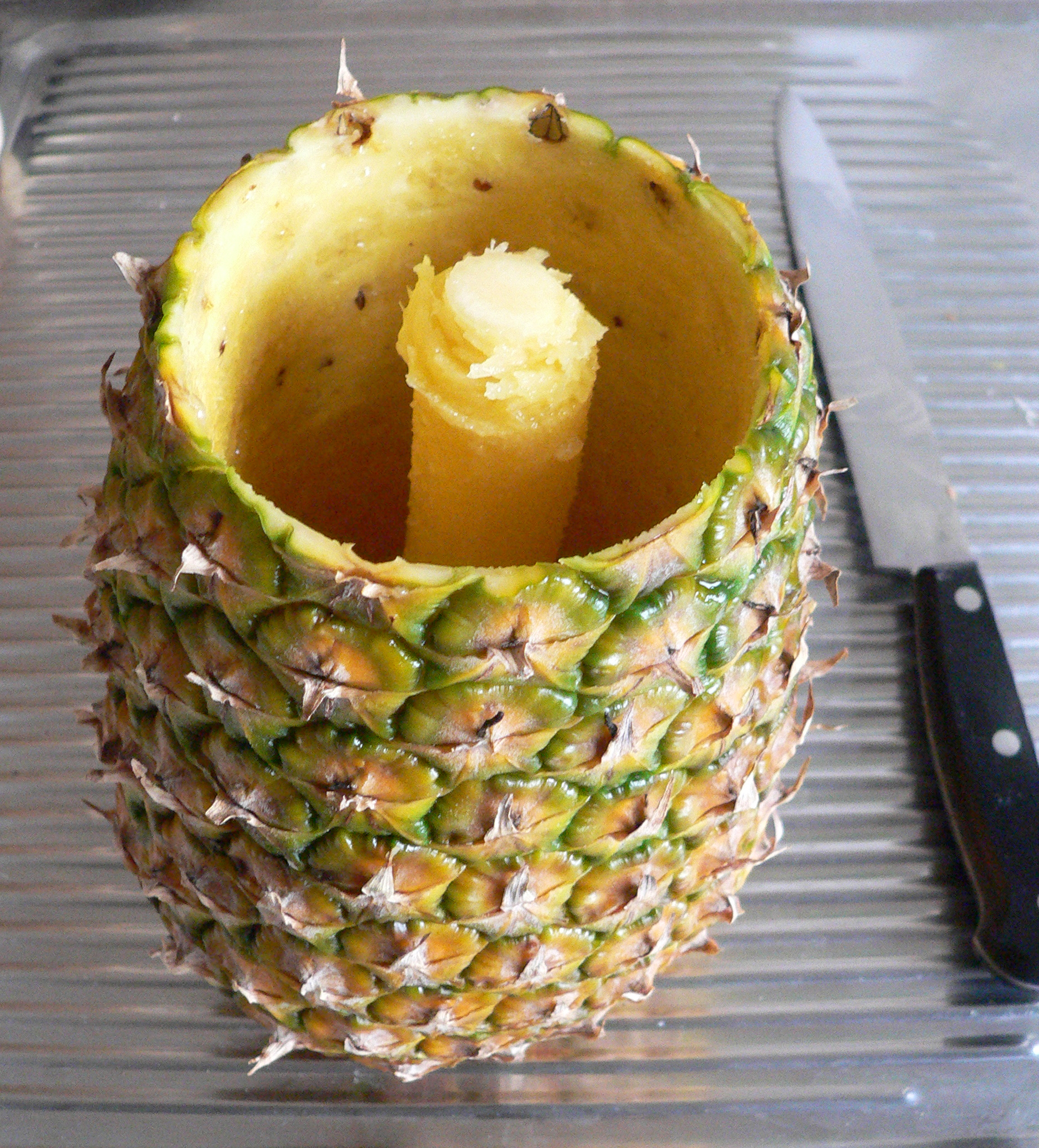
en het hart en de schil blijven over